# The Show Must Go On (chanson de Queen)
Cet article concerne la chanson de Queen. Pour la chanson de Pink Floyd, voir The Show Must Go On.
Pour les articles homonymes, voir The show must go on.
Singles de Queen
Headlong
(1991) These Are the Days of Our Lives
(1991)
The Show Must Go On est une chanson du groupe de rock britannique Queen sortie en 1991, sous le label EMI Parlophone. Elle est issue de l'album Innuendo connu pour être l'un des plus aboutis de la carrière du groupe. Il s'agit aussi et surtout de la dernière chanson diffusée du vivant de Freddie Mercury, chanteur du groupe, alors déjà très affaibli par le VIH et le SIDA qui aura raison de lui le 24 novembre 1991 des suites d'une broncho-pneumonie.
En 2014, les lecteurs du magazine Rolling Stone classent la chanson à la 8e place de leurs chansons préférées de Queen.

## La chanson
Sur un plan harmonique, la tonalité principale du morceau est celle de Si mineur. Le morceau est joué dans cette tonalité pendant le premier tiers du morceau, avant de basculer dans une modulation un ton plus haut (en Do#) et de revenir dans la tonalité d'origine.
Le titre composé initialement par Brian May (le guitariste) et arrangé par l'ensemble des membres du groupe se caractérise par l'utilisation d'un synthétiseur reproduisant la sonorité d'un orchestre à cordes. La rythmique sobre mais lourde de la batterie est accompagnée du riff entêtant joué aux claviers. L'ensemble est oppressant. Le duo batterie et synthétiseur conserve ce rythme pratiquement jusqu'au bout du morceau, en contraste avec les instruments solistes (guitare-lead et voix).
La guitare solo (lead guitar en anglais) et la voix de Freddie Mercury se répondent tout au long du morceau dans un écho tragique qui mêle à la fois espoir et résignation. La basse de John Deacon alterne des rythmes en phase avec le synthétiseur avec certains passages plus mélodiques, débutant parfois à contre temps.
Bien que les paroles soient assez elliptiques, Brian May a clairement expliqué en 1994 qu'elles avaient trait à la maladie de Freddie Mercury et à sa fin prochaine : « The Show Must Go On vient tout d'abord de John et Roger jouant une séquence d'accords, puis j'ai commencé à tout organiser. Au départ, ça n'était qu'une suite d'accords mais j'avais cet étrange sentiment que ça pourrait devenir quelque chose d'important. Ça m'a vraiment passionné. On s'est assis avec Freddie, on a décidé du thème et on a écrit le premier couplet. Cette chanson, c'est une longue histoire, mais j'ai toujours senti qu'elle serait importante, parce que nous évoquions des choses dont il était si difficile de parler à ce moment précis, mais dans l'univers de la musique, c'était possible de le faire ». 
Deux solos de guitare ponctuent le morceau, c'est surtout le deuxième qui laisse entendre des guitares finement modulées qui clament une sorte de rappel du refrain, et de sa signification.
La structure en tenue et crescendo donne un sentiment très dramatique à la scène, et celle-ci retombe lorsque Freddie Mercury achève sa ligne sur une note tenue puissante dans les aiguës, tandis qu'un chœur, assez fataliste en comparaison, reprend l'accord de si mineur, s'arpégeant dans les graves en écho accompagné d'un fade out, ramenant très progressivement au silence (le morceau est la dernière piste de l'album).
Lors de l'enregistrement, Brian May s'inquiète en voyant l’extrême faiblesse de Freddie et pense que celui-ci ne sera pas capable d'enregistrer le morceau. Pour toute réponse, après un verre de vodka, Freddie Mercury annonce « I'll fucking do it, darling » (« Putain que je vais le faire, chéri »), avant d'enregistrer le titre.

## Clip vidéo
Comme toutes les autres vidéos de l'album Innuendo, la direction du clip est confiée à l'équipe autrichienne team DoRo composée de Rudi Dolezal et Hannes Rossacher. Ces derniers ont régulièrement collaboré aux travaux du groupe depuis la vidéo du morceau One Vision (1985). À noter que ce sont ces deux réalisateurs qui ont dirigé les trois membres rescapés sur leur morceau hommage No-One But You (Only The Good Die Young) sorti en 1997.
Monté en véritable rétrospective de l'histoire visuelle du groupe, le clip enchaîne les clins d'œil nostalgiques à l'exubérance du chanteur et à son talent de show-man lors de ses 20 années de carrière d'icône de la musique rock. On retrouve ainsi des extraits des clips de I Want to Break Free, Friends Will Be Friends, I'm Going Slightly Mad, Radio Ga Ga, The Miracle, The Invisible Man, Headlong, Calling All Girls, Innuendo, Back Chat, Who Wants to Live Forever, Breakthru, Body Language, One Vision et I want it all.
Un clip non officiel montre [vidéo] « "The Show Must Go On" en concert », sur YouTube. Il s'agit d'un montage réalisé par le youtuber VinzA, où 153 plans (tirés du Hungarian Rhapsody: Queen Live in Budapest ) ont été montés et synchronisés pour donner l'illusion que le morceau a été joué en Live. 

## Reprises
- 1996 : lors de la onzième cérémonie des Victoires de la musique, Stephend interprète Tu vis encore, une adaptation de The Show Must Go On.
- 1997 : sur la compilation Greatest Hits III de Queen, on retrouve une version live interprétée par Elton John au théâtre national de Chaillot à Paris accompagné par Brian May, Roger Taylor et John Deacon, lors du Ballet "Ballet for Life" de Maurice Béjart le 17 janvier 1997. Ce fut la dernière apparition scènique avec John Deacon au sein du groupe. Ce dernier prendra sa retraite par la suite.
- 2001 : bande originale du film Moulin Rouge, interprétée par Anthony Weigh Jim Broadbent et Nicole Kidman
- 2001 : Chris Thompson et SAS Band sur l'album The Show
- 2001 : Shirley Bassey sur l'album The Show Must Go On
- 2003 : Israel sur l'album Operacion Triunfo (Gala 6)
- 2003 : sur l'album Tribute To Queen
- 2004 : L5 sur l'album live Le Live
- 2005 : Queen + Paul Rodgers sur l'album live Return of the Champions
- 2005 : Morning sur l'album Hour Of Joy
- 2006 : Graham Turner en version instrumentale sur l'album The Queen Story - Volume 1
- 2006 : Grégory Lemarchal en live sur l'album Olympia 2006
- 2006 : Natacha L. sur l'album Épopée
- 2007 : Groupe Kore dans une version en espéranto faite par Roel Haveman sous le titre Mi Brilu Plu, sur l'album Tielas Vivo (Ainsi  Va La Vie)[6]
- 2008 : Céline Dion dans son concert Taking Chances.
- 2010 : Les Enfoirés dans leur concert Les Enfoirés... la Crise de Nerfs
- 2011 : Karelia sur leur album Golden Decadence
- 2012 : Emile et Images durant la tournée RFM Party 80
- 2016 : Céline Dion et Lindsey Stirling
- 2016 : 2Cellos, vidéoclip sur YouTube
- 2023 : Aurélien Vivos dans l'EP De l'ombre à la lumière et durant la tournée 500 voix pour Queen

## Classements
| Classement (1991-1992)                 | Meilleure place |
| -------------------------------------- | --------------- |
| Allemagne (Media Control AG)           | 7               |
| Australie (ARIA)                       | 75              |
| Belgique (Flandre Ultratop 50 Singles) | 22              |
| États-Unis (Mainstream Rock)           | 40              |
| Europe (European Hot 100 Singles)      | 19              |
| France (SNEP)                          | 2               |
| Irlande (IRMA)                         | 17              |
| Italie (FIMI)                          | 10              |
| Japon (Oricon)                         | 84              |
| Nouvelle-Zélande (RMNZ)                | 20              |
| Pays-Bas (Single Top 100)              | 6               |
| Pologne (ZPAV)                         | 3               |
| Royaume-Uni (UK Singles Chart)         | 16              |
| Suède (Sverigetopplistan)              | 30              |
| Suisse (Schweizer Hitparade)           | 11              |

| Classement (2009-2013)                     | Meilleure place |
| ------------------------------------------ | --------------- |
| Belgique (Back Catalogue Singles Flandres) | 10              |
| France (SNEP)                              | 139             |
| Suède (Sverigetopplistan)                  | 33              |

## Certifications
| Pays              | Ventes    | Certifications |
| ----------------- | --------- | -------------- |
| États-Unis (RIAA) | 500 000 + | Or             |
| France (SNEP)     | 125 000 + | Argent         |
| Italie (FIMI)     | 50 000 +  | Platine        |
| Royaume-Uni (BPI) | 200 000 + | Argent         |